# Nabadwip
Nabadwip est une ville du district de Nadia dans l’État du Bengale-Occidental, à l’Est de l’Inde.